# María Telo Núñez
María Telo Núñez (Càceres, 8 d'octubre de 1915-Madrid, 5 d'agost de 2014) va ser una jurista i feminista espanyola, considerada una de les cent dones del segle xx per la seua defensa dels drets de la dona. doctora honoris causa per la Universitat de Salamanca, Premi Scevola 2011 a l'«Ètica i Qualitat dels Professionals del Dret» pel seu compromís amb la justícia i lluita a favor de la democràcia i la igualtat de les dones i els homes i Premi Clara Campoamor 2006. És autora del llibre "Mi lucha por la igualdad jurídica de la mujer".

## Biografia
Filla de notari, el 1932 va iniciar els estudis de Dret a la Facultat de Dret de la Universitat de Salamanca. Mancant dues assignatures i a causa de l'esclat de la Guerra Civil espanyola, va haver d'esperar fins a 1940 per poder obtenir, per la Universitat de Saragossa, la llicenciatura. Les reformes legislatives de la dictadura franquista li van impedir accedir al cos de notaris. Com ella mateixa relata al discurs d'investidura com a doctora Honoris Causa:
| « | Mi padre, que había sido militar, y siendo Teniente Coronel se hizo notario, pretendía que todos sus hijos estudiasen derecho, pero conmigo existía un problema, que era mujer, por lo que empecé el bachiller de Ciencias, para ser farmacéutica, pero tuve la fortuna de que la República permitiese la entrada de la mujer a ese Cuerpo, el mismo año 1931, en que se proclamó. Mí bachiller de Ciencias quedó arrumbado y comencé el de Letras para estudiar Derecho. Pero ocurrió que cuando me faltaban dos asignaturas para terminar la carrera, estalló la guerra civil. Los horizontes se cerraron, los exámenes quedaron suspendidos y no se reanudaron hasta el año 1940, fecha en que terminé mí licenciatura. El dictador borró de un plumazo toda la legislación de la República, y volví a encontrarme con que no podía opositar a notarías. | » |

En 1944 va opositar al Cos Tècnic d'Administració Civil del Ministeri d'Agricultura, sent la primera dona a accedir al mateix. Va ser allí on va conèixer al que seria el seu marit, Juan Manuel Fernández Albor, amb qui va tenir una única filla. Després d'enviduar, amb 37 anys es va establir a Madrid on va exercir com a advocada fins que va complir els 80 anys. Es va especialitzar en dret de família.
Als anys 1950 va iniciar les seves accions en favor de la millora de la situació jurídica de les dones. Va mantenir correspondència amb Clara Campoamor.

A un article publicat a l'ABC va dir:
| « | Cuando en septiembre de 1969 yo inicié la lucha por liberar a la mujer de las cadenas jurídicas, su situación era tan vejatoria y alienante dentro de la familia, con proyección en lo público, que había artículos como el 1263, que situaba a la mujer casada entre los menores, los locos o dementes y los sordomudos que no sabían leer ni escribir. El artículo 57 obligaba a la mujer a obedecer al marido y la licencia marital era como su sombra para todos los actos de la vida. Sin licencia, prácticamente, la mujer sólo podía hacer testamento. | » |

### Activisme durant la dictadura franquista
María Telo va pertànyer a diverses associacions i organitzacions nacionals i internacionals Per a la defensa dels drets de les dones. A la fi dels anys cinquanta, María Telo va ingressar en la Federació Internacional de Dones de Carreres Jurídiques (FIMCJ).
Va ser el 1969 quan va organitzar el Consell anual d'aquesta federació a Madrid. La ponència de María Telo, sota el títol «La dona en el dret civil», va analitzar la situació d'inferioritat jurídica de les dones espanyoles. Aquesta ponència va tenir gran repercussió. En aquest Consell es van conèixer diverses advocades que van decidir crear «la Comissió d'Estudis depenent de la FIMCJ», per a «estudiar les conclusions acordades en el Consell i reivindicar-les davant les autoritats corresponents». Van arribar a visitar les màximes autoritats en matèria jurídica del país —cap de l'Estat i delegada nacional de la Secció Femenina de Falange (SF).
Més tard, al juliol de 1971 es va crear l'Associació Espanyola de Dones Juristes (AEMJ), sota la presidència de María Telo Núñez. Les finalitats d'aquesta associació són: l'estudi del Dret, especialment aquell que afecti directament a la dona o a la família; promoure l'adequació de normes legals a l'època actual, i la promoció de la dona, dins de les seves respectives professions, i particularment de les titulades en Dret.
El 1976 va organitzar el I Congreso Internacional de Mujeres Juristas que va tenir lloc del 13 al 16 de desembre a Madrid.

### Participació en la Comissió General de Codificació
La AEMJ va sol·licitar la incorporació de dones juristes en la Comissió General de Codificació (CGC), que és, des de la seva creació per Reial decret de 19 d'agost de 1843, el màxim òrgan consultiu del Ministeri de Justícia. Per a això va haver de presentar diversos escrits en els quals es fonamentava la sol·licitud amb arguments com aquest:
| « | Excmo. Sr., nosotras somos las primeras en lamentar, por ser la más afectadas directamente, el que ninguna mujer jurista pueda haber tenido la oportunidad de acceder a los puestos que para ser Vocal nato de dicha Comisión de Codificación se requiere, a causa de estar prohibido en España hasta hace cinco años en Magistratura, y diez años en otras profesiones el ingreso de la mujer, excepción hecha de la actuación en el Foro 'María Telo Núñez', María Telo y la participación de mujeres juristas en la Comisión General de Codificación (1973-1975). | » |

El 23 de desembre de 1972 se li va comunicar la constitució, en el si de la Comissió General de Codificació, d'una secció especial, per a l'estudi de les incidències que els canvis socials poden haver produït, en el dret de família i la formulació, si escau, de les corresponents propostes. María Telo va ser nomenada al costat de tres dones més per formar part d'aquesta Comissió. Els treballs van culminar amb la promulgació de la llei de 2 de maig de 1975 que va retornar a la dona la capacitat plena d'obrar en eliminar l'obediència al marit, la llicència marital i totes les discriminacions per raó de sexe excepte dos, la pàtria potestat conjunta i l'administració conjunta dels béns de guanys.
En 1978, per raons ideològiques, va abandonar l'associació que havia creat.

### Activisme des de Democràcia espanyola
La seva obra jurídica i política van ser decisives per a la reforma del Codi Civil. La pàtria potestat conjunta i l'administració conjunta dels béns de guanys, van ser objecte de la llei de 13 maig de 1981 sobre «Filiació, pàtria potestat, i règim econòmic matrimonial», en l'estudi del qual María Telo va participar activament en la CGC. Igualment va tenir una destacada participació en els estudis previs a l'aprovació de la llei de 7 de juliol de 1981 sobre «Classes de matrimoni, separació, nul·litat i divorci». Va seguir pertanyent a la CGC com a Vocal Permanent durant anys. Des de 1982, com a secretària de Llengua Espanyola de la Federació Internacional de Dones Juristes, va promoure la creació de set Associacions de Dones de Carreres Jurídiques, incardinades a Puerto Rico, Perú, Argentina; Colòmbia, Bolívia, Brasil i Xile.
El 10 de juny de 2008, en l'acte d'investidura com a doctora honoris causa, va afirmar que la desigualtat subsisteix, situant l'arrel d'aquest problema en què els rols que l'home i la dona exerceixen dins de la família, són desiguals «i les seves conseqüències es projecten al mercat laboral, en l'ocupació de llocs de poder, de decisió i de responsabilitat, etc.». Va al·ludir a la doble jornada, els treballs a temps parcial o d'horari flexible de diferent naturalesa que, va assegurar, «arruïnen» la formació de les dones. La jurista, que havia aconseguit modificacions importants del dret de família, va acabar el seu discurs enunciant el que segons ella és el repte del segle xxi, no sense abans apel·lar a governants, empresaris i sindicats, dels qui va dir que «haguessin de prendre consciència, a nivell mundial de la necessitat d'un canvi en la producció». En la mentalització està el repte del segle xxi, —va dir— «i a aconseguir-la deu involucrar-se la dona, exigint dels governs mesurades adequades i sancions dures pels quals les incompleixin».

## Premis i reconeixements
- Premi Clara Campoamor, primera edició, de l'Ajuntament Madrid, en 2006.[13]
- Premi Scevola, en 2011, concedit a «l'Ètica i la Qualitat dels Professionals del Dret».[3]
- Doctora Honoris causa per la Universitat de Salamanca al novembre de 2007, presentada i defensada per la Prof. Esther Martínez Quinteiro al juny de 2008.[6]
- Medalla al Mèrit en el treball, del Consell de Ministres, el 2007.[14]
- Llaç de Dama al Mèrit Agrícola del Ministeri d'Agricultura de 1972, per la seva obra i publicacions sobre Dret Agrari.
- La Creu Distingida de Primera Classe de Sant Raimundo de Peñafort, del Ministeri de Justícia, el 1976.[15]
- La Medalla al Mèrit de la Doctora Pérez Perozo, fundadora de la Federació Veneçolana d'Advocades (FEVA), a Caracas, 1978.
- Premi Rosa Manzano, de l'Organització “Dona i Socialisme” del PSOE, el 1992.
- Premi Dona Progressista 1995 de l'Associació de Dones Progressistes, a Madrid, el 1996.
- Condecoració de la Federació Llatinoamericana d'Advocades, atorgada a Caracas, el 1996, «com a testimoniatge i reconeixement a la seva solidaritat per a les advocades i dones de carreres jurídiques, en les lluites per obtenir veritables espais d'Igualtat, Justícia i Pau per a la humanitat i pel seu esforç en contribuir a l'evolució de les institucions del Dret».
- Premi Dona Europea, de la Unió de Dones per Europa, atorgat a Madrid el 21 d'octubre de 1999 «pel seu valor històric per transformar en els primers anys de la Transició Política espanyola el Dret de Família a Espanya i la seva labor com a fundadora i presidenta de la AEMJ, per, després d'abandonar aquesta, seguir treballant pels drets de la dona».[16]
- Placa de la Federació Internacional de les Dones de Carreres Jurídiques, atorgada en el 2002.